# Полк «Погоня»
Білоруський полк «Погоня» (біл. Беларускі полк «Пагоня») — добровольче формування білоруської опозиції, сформоване для захисту України під час Російського вторгнення в 2022 році.
У липні 2023 року білоруська служба Радіо Свобода повідомила, що полк «Погоня» припинив існування.

## Історія
30 березня 2022 року політичний активіст Вадим Пракоп'єв оголосив про початок формування білоруського полку «Пагоня» у складі Інтернаціонального легіону територіальної оборони України. 31 березня 2022 року білоруська опозиціонерка Світлана Тихановська в соцмережі повідомила про створення підрозділу.
Полк було створено з ініціативи білоруських офіцерів, багато з яких уже служили в загоні «Погоня» під час війни на сході України. Його рекрутинговий центр знаходиться в Варшаві.
У червні 2022 року стало відомо, що перша група бійців полку «Погоня» уклала контракти з Силами спеціальних операцій України. Того ж місяця «Пагоня» стала називатися «полком особливого призначення». Тренує бійців полку один із інструкторів Міжнародного легіону територіальної оборони України американець Метью Паркер.
14 вересня 2022 року один із засновників полку, помічник командира Вадим Пракоп'єв  залишив полк.
25 жовтня 2022 року стало відомо, що група аеророзвідки полку перейшла до складу полку імені Кастуся Калиновського, ще одного підрозділу білоруських добровольців, який воює за Україну.
28 жовтня 2022 року МВС Білорусі визнало полк «Погоня» «екстремістським формуванням». Вони входять до переліку з 625 осіб, яких визнали екстремістами. Того ж місяця Telegram-канал полку внесли до списку екстремістських матеріалів.
У листопаді 2022 року бійці полку «Погоня» разом із білорусами, які постійно проживають в Україні, заснували громадське об’єднання «Погоня». Кікбоксер Віталій Гурков став його директором.
У листопаді 2022 року Європейський парламент прийняв резолюцію про підтримку полку «Погоня».

## Втрати
26 вересня 2022 року в Битві за Бахмут Донецької області загинув боєць полку «Погоня» Олексій Вещавайлов.

## Зовнішні посилання
- Офіційний телеграм-канал полку Пагоня
- Офіційна сторінка полку Пагоня у Facebook